# Kabinet-Andrew Johnson
Het kabinet–Andrew Johnson was de uitvoerende macht van de Amerikaanse overheid van 15 april 1865 tot 4 maart 1869. Vicepresident Andrew Johnson uit Tennessee van de Democratische Partij, was tijdens de presidentsverkiezingen van 1864 gekozen als "Running mate" van president Abraham Lincoln van de Republikeinse Partij onder de vlag van de Nationale Uniepartij en werd de 17e president van de Verenigde Staten na de moord op president Lincoln waarna hij de termijn van Lincoln afmaakte. De politieke samenwerking tussen de Republikeinse Partij en de liberale vleugel van de Democratische Partij hield niet stand door meningsverschillen over de uitvoering van de Reconstructie en de Nationale Uniepartij werd in 1866 ontbonden. Johnson was tijdens de rest van zijn presidentschap lid van de Democratische Partij, maar de ambtsbekleders in zijn kabinet waren afkomstig van de Republikeinen.
| Nr.     | Functie(s)  | Functie(s)                            | Ambtsbekleder        | Ambtsbekleder                                    | Ambtstermijn      | Ambtstermijn     | Partij(en)   |
| ------- | ----------- | ------------------------------------- | -------------------- | ------------------------------------------------ | ----------------- | ---------------- | ------------ |
| 17      |             | President van de Verenigde Staten     | Andrew Johnson       | Andrew Johnson (1808–1875)                       | 15 april 1865     | 4 maart 1869     | NU (1865–66) |
| 17      | D (1866–69) | President van de Verenigde Staten     | Andrew Johnson       | Andrew Johnson (1808–1875)                       | 15 april 1865     | 4 maart 1869     |              |
|         |             | Vicepresident van de Verenigde Staten | Vacant               | Vacant                                           | Vacant            | Vacant           | Vacant       |
| Kabinet |             |                                       |                      |                                                  |                   |                  |              |
| Nr.     | Functie(s)  | Functie(s)                            | Ambtsbekleder        | Ambtsbekleder                                    | Ambtstermijn      | Ambtstermijn     | Partij(en)   |
| 24      |             | Minister van Buitenlandse Zaken       | William Seward       | William Seward (1801–1872)                       | 4 maart 1861      | 4 maart 1869     | R            |
| 27      |             | Minister van Financiën                | Hugh McCulloch       | Hugh McCulloch (1808–1895)                       | 4 maart 1865      | 4 maart 1869     | R            |
| 27      |             | Minister van Oorlog                   | Edwin Stanton        | Edwin Stanton (1814–1869)                        | 20 januari 1862   | 12 augustus 1867 | R            |
| [ 2 ]   |             | Minister van Oorlog                   | Ulysses S. Grant     | General of the Army Ulysses S. Grant (1822–1885) | 12 augustus 1867  | 14 januari 1868  | O            |
| (27)    |             | Minister van Oorlog                   | Edwin Stanton        | Edwin Stanton (1814–1869)                        | 14 januari 1868   | 28 mei 1868      | R            |
| Vacant  |             | Minister van Oorlog                   |                      |                                                  |                   |                  |              |
| 28      |             | Minister van Oorlog                   | John Schofield       | Major general John Schofield (1831–1906)         | 1 juni 1868       | 13 maart 1869    | R            |
| 24      |             | Minister van de Marine                | Gideon Welles        | Gideon Welles (1802–1878)                        | 4 maart 1861      | 4 maart 1869     | R            |
| 27      |             | Minister van Justitie                 | James Speed          | James Speed (1812–1887)                          | 2 december 1864   | 22 juli 1866     | R            |
| 28      |             | Minister van Justitie                 | Henry Stanbery       | Henry Stanbery (1803–1881)                       | 22 juli 1866      | 16 juli 1868     | R            |
| 29      |             | Minister van Justitie                 | William Evarts       | William Evarts (1818–1901)                       | 16 juli 1868      | 4 maart 1869     | R            |
| 7       |             | Minister van Binnenlandse Zaken       | John Palmer Usher    | John Palmer Usher (1816–1889)                    | 1 januari 1863    | 15 mei 1865      | R            |
| 8       |             | Minister van Binnenlandse Zaken       | James Harlan         | James Harlan (1820–1899)                         | 15 mei 1865       | 1 september 1866 | R            |
| 9       |             | Minister van Binnenlandse Zaken       | Orville Browning     | Orville Browning (1806–1881)                     | 1 september 1866  | 4 maart 1869     | R            |
| 24      |             | Minister van Posterijen               | William Dennison jr. | William Dennison jr. (1815–1882)                 | 24 september 1864 | 25 juli 1866     | R            |
| 25      |             | Minister van Posterijen               | Alexander Randall    | Alexander Randall (1819–1872)                    | 25 juli 1866      | 4 maart 1869     | R            |

Washington ·
J. Adams ·
Jefferson ·
Madison ·
Monroe ·
J.Q. Adams ·
Jackson ·
Van Buren ·
W.H. Harrison ·
Tyler ·
Polk ·
Taylor ·
Fillmore ·
Pierce ·
Buchanan ·
Lincoln ·
A. Johnson ·
Grant ·
Hayes ·
Garfield ·
Arthur ·
Cleveland I ·
B. Harrison ·
Cleveland II ·
McKinley ·
T. Roosevelt ·
Taft ·
Wilson ·
Harding ·
Coolidge ·
Hoover ·
F.D. Roosevelt ·
Truman ·
Eisenhower ·
Kennedy ·
L.B. Johnson ·
Nixon ·
Ford ·
Carter ·
Reagan ·
G.H.W. Bush ·
Clinton ·
G.W. Bush ·
Obama ·
Trump I ·
Biden ·
Trump II